# 4 мая
4 мая — 124-й день года (125-й в високосные годы) по григорианскому календарю.
До конца года остаётся 241 день.
До 15 октября 1582 года — 4 мая по юлианскому календарю, с 15 октября 1582 года — 4 мая по григорианскому календарю.
В XX и XXI веках соответствует 21 апреля по юлианскому календарю.

## Праздники и памятные дни
См. также: Категория:Праздники 4 мая

### Национальные
- Замбия — День труда.
- Китай — День молодёжи (1949).
- Латвия — День восстановления независимости (1990).
- Нидерланды — День поминовения (1961).
- США, штат Род-Айленд — День независимости (1776).
- Тонга — День наследного принца.
- Япония — День зелени (2007).

### Религиозные

#### Католицизм
- Память блаженной Екатерины Лёвенской;
- память святого Флориана Лорхского;
- память святого Готхарда Хильдесхаймского;
- память Иуды Кириака;
- память блаженного Сеферино Хименеса Мальи;
- память Сацердоса Лиможского;
- память Венерия Миланского.

#### Православие[2][3][4][5]
- Память священномученика Ианнуария, епископа Беневентского, и с ним мучеников Прокула, Соссия и Фавста диаконов, Дисидерия Путеольского чтеца, Евтихия и Акутиона (ок. 305);
- память мученика Феодора, иже в Пергии, матери его, мученицы Филиппии, мучеников Диоскора, Сократа и Дионисия (II);
- обре́тение мощей преподобного Феодора Санаксарского (1999);
- память праведного Алексия Бортсурманского (1848);
- память мучеников Исакия, Аполлоса и Кодрата (303);
- память святителя Максимиана (Максима), архиепископа Константинопольского (434);
- память священномученика Иоанна Пригоровского, пресвитера (1918);
- память священноисповедника Николая Писаревского, пресвитера (1933);
- память священномученика Алексия Протопопова, пресвитера (1938);
- празднование в честь Моздокской (Иверской) иконы Божией Матери.

### Именины
- Католические: Венериус, Готхард, Екатерина, Иуда, Сацердос, Сеферино, Флориан
- Православные: Акутион, Александр, Алексей, Аполлос, Дионисий, Диоскор, Дисидерий, Евтихий, Иван, Исакий, Кодрат, Максимиан, Николай, Прокл, Сократ, Соссий, Фавст, Феодор, Филиппия, Яков, Януарий

## События
См. также: Категория:События 4 мая

### До XIX века
- 1410 — в Болонье при загадочных обстоятельствах умер антипапа Александр V (в ночь с 3 на 4 мая).
- 1415 — Констанцский собор постановил сжечь тело английского теолога Джона Уайклифа, умершего за 21 год до этого.
- 1471 — Война Алой и Белой розы: Йорки разгромили Ланкастеров в битве при Тьюксбери.
- 1493 — папа римский Александр VI выпустил буллу Inter caetera, делящую Новый Свет между Испанией и Португалией.
- 1555 — лионский печатник Масе Бономом выпустил первое издание «Предсказаний» Нострадамуса[6].
- 1776 — провозглашена независимость острова Род-Айленд (ныне штат США).
- 1783 — астроном Гершель и доктор Линд заметили на диске Луны светящуюся точку. Гершель попытался объяснить феномен вулканами[7].

### XIX век
- 1807 — между Францией и Персией заключён Финкенштейнский договор, положивший начало Франко-Персидскому альянсу против Британии и России.
- 1838 — деятели культуры выкупили из крепостной неволи украинского поэта Тараса Шевченко.
- 1844 — в доме Аксаковых прошёл торжественный обед в честь примирения русских западников и славянофилов.
- 1848 — открытие Учредительного собрания Франции.
- 1852 — один из наибов имама Шамиля, Хаджи-Мурат, перешедший со своим отрядом на сторону русских, перебил охрану и ушёл в горы. На следующий день он был убит в стычке с казаками в районе села Онджалы (сейчас — территория Азербайджана). Голова Хаджи-Мурата до сегодняшнего дня хранится в «Кунсткамере», в Санкт-Петербурге.
- 1866 — Александр II утвердил устав Русского технического общества[8].
- 1896 — в Лондоне вышел первый выпуск газеты Daily Mail.

### XX век
- 1904
  - В Англии Генри Ройс и Чарльз Роллс начали производство автомобилей под названием «Роллс-Ройс».
  - Началось строительство Панамского канала.
- 1910
  - Создан Канадский военно-морской флот.
  - C 4 по 8 мая в Петербурге прошёл Всероссийский съезд по борьбе с торгом женщинами. Инициатором его созыва был комитет Российского общества защиты женщин. Председательствовал на съезде доктор медицины, член 3-й Государственной думы Василий Константинович фон Анреп.
- 1919
  - В Пекине проходит студенческая демонстрация протеста, положившая начало Движению 4 мая.
  - Основана Латвийская Академия художеств.
- 1924
  - Вертолёт Э. Эмишена первым пролетел по замкнутому маршруту в 1 км (Франция).
  - В Париже начались VIII Олимпийские игры.
- 1927 — в США создана Академия киноискусства, которая вскоре учредит кинопремию «Оскар».
- 1931 — на секретариате РАПП принято решение «немедленно заняться художественным показом героев пятилеток».
- 1934 — открытие Московского Дома кино (ныне Центральный Дом кино).
- 1935 — Иосиф Сталин на выпуске красных офицеров произнёс свою знаменитую фразу: «Кадры решают всё!».
- 1942 — Вторая мировая война: начало битвы в Коралловом море.
- 1944 — в США отменены ограничения на торговлю мясом.
- 1946 — Политбюро ЦК ВКП(б) приняло постановление об организации Государственного издательства иностранной литературы и Библиотеки иностранной литературы.
- 1953 — начало работу Киевское высшее инженерное радиотехническое училище ПВО (КВИРТУ ПВО).
- 1960 — Совет Министров СССР принял постановление «Об изменении масштаба цен и замене ныне обращающихся денег новыми деньгами», в соответствии с которым с 1 января 1961 было проведено 10-кратное уменьшение цен (деноминация) и заработков с введением «нового» рубля, приравненного к десяти «старым».
- 1961 — в СССР принят указ об усилении борьбы с тунеядством.
- 1964 — в Бирмингеме прошло первое публичное выступление рок-группы «Moody Blues».
- 1966 — в Турине подписан протокол об участии итальянской фирмы «Фиат» в сооружении промышленного комплекса по производству легковых автомобилей в Тольятти.
- 1970
  - Кентская трагедия. В университете американского города Кент Национальная гвардия открыла огонь по студенческой демонстрации против вторжения США в Камбоджу (4 студента погибли).
  - Указом Верховного Совета УССР город Луганск переименован в Ворошиловград в честь советского военачальника Климента Ефремовича Ворошилова.
- 1973 — завершено строительство небоскрёба Сирс-тауэр в Чикаго, самого высокого здания в мире на тот момент (442 метра)
- 1976 — запустили спутник LAGEOS-1 с капсулой времени.
- 1979 — Маргарет Тэтчер становится первой женщиной-премьером Великобритании.
- 1986 — зона эвакуации вокруг Чернобыля увеличена до 30 километров.
- 1987 — принято решение исполкома Ленсовета «О строительстве сооружений защиты Ленинграда от наводнений».
- 1988 — компания PepsiCo стала первой западной фирмой, купившей рекламное время на Центральном советском телевидении.
- 1990 — Верховный Совет Латвийской ССР резко осудил включение Латвии в состав Советского Союза и объявил о восстановлении независимости Латвийской Республики.
- 1994 — депутаты Европейского парламента проголосовали за полноправное членство Финляндии, Норвегии, Австрии и Швеции в Европейском союзе с 1 января 1995.
- 1995 — в авиакатастрофе в Эквадоре погиб президент крупнейшей нефтедобывающей компании Аргентины YPF Хосе Эстенссоро (исп. José Estenssoro)[9].
- 1997 — Сеферино Хименес Малья был провозглашён Блаженным и стал официальным покровителем цыган у католиков.
- 1998 — спустя несколько часов после вступления в должность в Ватикане при загадочных обстоятельствах был застрелен 31-й командир Папской Швейцарской Гвардии Алоиз Эстерманн с женой.
- 2000
  - Литературная премия вручена в Московском доме русского зарубежья писателю Валентину Распутину. Эту премию учредил Александр Солженицын и он сам вручил Распутину диплом лауреата.
  - Первое появление вируса «I love you».

### XXI век
- 2001 — в Москве утверждены правила выгула собак.
- 2002 — катастрофа BAC 1-11 в Кано, погибли 149 человек.
- 2004 — в Москве на Старом Арбате прошёл запрещённый префектурой «Всемирный конопляный марш» (задержано 65 человек из 100—200 участников).
- 2023 — массовое убийство в Дубоне и Шепшине (Сербия)

## Родились
См. также: Категория:Родившиеся 4 мая

### До XVIII века
- 1006 — Абдуллах аль-Ансари (ум. 1089), персидский поэт-мистик, теолог.
- 1611 — Карло Райнальди (ум. 1691), итальянский архитектор и композитор.
- 1622 — Хуан де Вальдес Леаль (ум. 1690), испанский художник, скульптор и архитектор.
- 1654 — Канси (ум. 1722), четвёртый китайский император из маньчжурской династии Цин (1661—1722).
- 1655 — Бартоломео Кристофори (ум. 1731), итальянский мастер музыкальных инструментов, изобретатель фортепиано.

### XVIII век
- 1708 — Мавра Шувалова (ум. 1759), ближайшая подруга российской императрицы Елизаветы Петровны, статс-дама её двора.
- 1733 — Жан-Шарль де Борда (прозвище Рыцарь; ум. 1799), французский физик и геодезист, определивший длину секундного маятника в Париже.
- 1744 — Жан-Луи Вуаль (ум. 1803), французский художник-портретист, работавший в России.
- 1770 — Франсуа Паскаль Симон Жерар (ум. 1837), французский художник-портретист.
- 1772 — Фридрих Арнольд Брокгауз (ум. 1823), немецкий издатель, основатель энциклопедического издательства.
- 1776 — Иоганн Фридрих Гербарт (ум. 1841), немецкий философ, психолог и педагог, основоположник формальной эстетики.
- 1777 — Луи Жак Тенар (ум. 1857), французский химик.
- 1778 — Михаил Магницкий (ум. 1844), русский поэт, публицист, деятель народного просвещения.
- 1793 — Иван Снегирёв (ум. 1868), русский историк, этнограф, фольклорист, археолог, искусствовед.
- 1796 — Уильям Прескотт (ум. 1859), американский историк.

### XIX век
- 1825 — Томас Генри Гексли (ум. 1895), английский зоолог, естествоиспытатель, биолог-дарвинист.
- 1826 — Фредерик Чёрч (ум. 1900), американский художник-пейзажист, романтик.
- 1827 — Джон Хеннинг Спик (погиб в 1864), офицер британской индийской армии, исследователь Африки, обнаруживший в 1858 году озеро Виктория и исток Белого Нила.
- 1843 — Фёдор Корш (ум. 1913), российский филолог, славист, востоковед, стиховед, поэт-переводчик, академик.
- 1846 — Эмиль Галле (ум. 1904), французский художник, мастер художественного стекла.
- 1852 — Алиса Лидделл (ум. 1934), прообраз Алисы из сказок английского писателя Льюиса Кэрролла.
- 1863 — Роберт Тейхмюллер (ум. 1939), немецкий пианист, композитор.
- 1879 — Леонид Мандельштам (ум. 1944), российский и советский радиофизик, академик АН СССР.
- 1881 — Александр Керенский (ум. 1970), российский политический и общественный деятель, председатель Временного правительства.
- 1899 — Фриц фон Опель (ум. 1971), немецкий промышленник и изобретатель, пионер в области ракетной техники.
- 1900 — Антун Августинчич (ум. 1979), хорватский скульптор, иностранный член АХ СССР.

### XX век
- 1904 — Умм Кульсум (наст. имя Фатма бинт Эбрахим эс-Саййед эль-Бельтаги; ум. 1975), египетская певица, автор песен, актриса.
- 1909 — Николай Досталь (ум. 1959), советский кинорежиссёр.
- 1912 — Николай Блохин (ум. 1993), советский хирург-онколог, академик АМН СССР и АН СССР, общественный деятель.
- 1914
  - Марк Фрадкин (ум. 1990), композитор-песенник, народный артист СССР.
  - Эмманюэль Роблес (ум. 1995), французский писатель-романист и драматург.
- 1924 — Татьяна Николаева (ум. 1993), пианистка, композитор и педагог, общественный деятель, народная артистка СССР.
- 1928
  - Вольфганг фон Трипс (погиб в 1961), немецкий автогонщик, вице-чемпион мира в классе «Формула-1» (1961).
  - Хосни Мубарак (ум. 2020), египетский военный и политический деятель, президент Египта (1981—2011).
- 1929 — Одри Хепбёрн (урожд. Одри Кэтлин Растон; ум. 1993), британская актриса, фотомодель и танцовщица, обладательница премии «Оскар».
- 1931 — Геннадий Рождественский (ум. 2018), дирижёр, пианист, композитор, педагог, народный артист СССР, Герой Социалистического Труда.
- 1934
  - Татьяна Самойлова (ум. 2014), советская и российская актриса театра и кино, народная артистка РФ.
  - Леонид Хейфец (ум. 2022), советский и российский театральный режиссёр, педагог, народный артист РФ.
- 1935 — Габор Соморджай (ум. 2025), американский химик венгерского происхождения. Труды в основном посвящены химии поверхностных явлений, в том числе с помощью дифракции медленных электронов, и катализу; член Национальной академии наук США (1979), Американской академии искусств и наук (1983).
- 1939 — Амос Оз (ум. 2018), израильский писатель-прозаик и журналист.
- 1941 — Наталья Величко (ум. 2022), актриса театра и кино, кинорежиссёр, заслуженная артистка РСФСР.
- 1942 — Анатолий Васильев, советский и российский театральный режиссёр и педагог.
- 1943 — Михаил Шемякин, советский, американский и российский художник, график, скульптор.
- 1946 — Джон Уотсон, британский автогонщик, пилот «Формулы-1».
- 1951 — Джеки Джексон, американский певец, музыкант, участник группы The Jackson 5.
- 1957 — Кэти Крайнер, канадская горнолыжница, олимпийская чемпионка (1976).
- 1958 — Кит Харинг (ум. 1990), американский художник, скульптор и общественный деятель.
- 1959 — Вальдемарас Хомичюс, советский и литовский баскетболист и тренер, олимпийский чемпион (1988), чемпион мира и Европы.
- 1964 — Рокко Сиффреди (наст. фамилия Тано), итальянский порноактёр.
- 1970 — Дон Стэйли, американская баскетболистка, 3-кратная олимпийская чемпионка.
- 1971 — Леонид Слуцкий, российский футбольный тренер.
- 1972 — Майк Дёрнт (урожд. Майкл Райан Причард), бас-гитарист и бэк-вокалист американской рок-группы Green Day.
- 1975 — Кимора Ли Симмонс, американская актриса, телевизионный продюсер и фотомодель.
- 1976 — Хизер Козар, американская фотомодель.
- 1977 — Жужанна Вёрёш, венгерская спортсменка, олимпийская чемпионка по современному пятиборью (2004), многократная чемпионка мира и Европы.
- 1983 
  - Михаэль Рёш, немецкий и бельгийский биатлонист, олимпийский чемпион (2006), трёхкратный чемпион мира.
  - Дерек Рой, канадский хоккеист, призёр Олимпийских игр и чемпионатов мира.
- 1984 — Сара Майер, швейцарская фигуристка, чемпионка Европы (2011).
- 1987
  - Настя Каменских, украинская певица, актриса, ведущая.
  - Сеск Фабрегас, испанский футболист, чемпион мира (2010) и Европы (2008, 2012).
- 1988 — Александр Абраменко, украинский фристайлист, олимпийский чемпион (2018).
- 1989 — Даниель Дьюрта, венгерский пловец, олимпийский чемпион (2012), трёхкратный чемпион мира, член МОК.
- 1992
  - Кортни Джайнс, американская актриса.
  - Эшли Рикардс, американская актриса и телевизионный режиссёр.
  - Грейс Фиппс, американская актриса и певица.
- 1993 — Айсулуу Тыныбекова, киргизская спортсменка, многократная чемпионка мира по вольной борьбе.
- 1995 — Стася Милославская, российская актриса театра и кино.
- 2000 — Амара Миллер, американская актриса.

## Скончались
См. также: Категория:Умершие 4 мая

### До XX века
- 1038 — Святой Годегард (р.960), епископ Гильдесгеймский (с 1022), католический святой.
- 1722 — Клод Жилло (р.1673), французский художник-декоратор, сценограф, автор костюмов для театра, рисовальщик, живописец и гравёр.
- 1839 — Денис Давыдов (р.1784), русский поэт, мемуарист, герой Отечественной войны 1812 года.
- 1889 — Василий Кокорев (р.1817), русский предприниматель и меценат.

### XX век
- 1912 — Нетти Стивенс (р.1861), одна из первых американских женщин-генетиков.
- 1924 — Эдит Несбит (р.1858), английская писательница и поэтесса.
- 1933 — Спиридон Меликян (р.1880), армянский советский музыковед, композитор, хормейстер, фольклорист.
- 1938
  - Дзигоро Кано (р.1860), японский мастер боевых искусств, создатель дзюдо.
  - Карл фон Осецкий (р.1889), немецкий журналист, пацифист, лауреат Нобелевской премии мира (1935).
- 1940 — Беренд Пикк (р.1861), немецкий нумизмат, специалист по античной нумизматике и классической философии.
- 1947 — Пров Садовский (р.1874), актёр и режиссёр театра, народный артист СССР.
- 1955 — Джордже Энеску (р.1881), румынский композитор, скрипач, дирижёр, педагог.
- 1969 — Оскар Маурус Фонтана (р.1889), австрийский писатель, драматург, очеркист.
- 1970 — Касьян Голейзовский (р.1892), русский советский артист балета, балетмейстер, хореограф.
- 1972 — Эдуард Кендалл (р.1886), американский биохимик, лауреат Нобелевской премии по физиологии или медицине (1950).
- 1980 — Иосип Броз Тито (р.1892), государственный деятель, президент Югославии (с 1953 по 1980).
- 1984 — Диана Дорс (при рожд. Диана Мэри Флак; р.1931), английская актриса и певица.
- 1988 — Олег Жаков (р.1905), киноактёр и кинорежиссёр, народный артист СССР.
- 1993 — Мария Смирнова (р.1905), советский кинодраматург.

### XXI век
- 2006 — Александр Борщаговский (р.1913), советский и российский писатель, драматург, театровед, литературный критик.
- 2008 — Колин Мёрдок (р.1929), новозеландский фармацевт, изобретатель одноразового пластикового шприца.
- 2012 — Адам Яук (р.1964), американский рэпер, композитор, режиссёр, сооснователь хип-хоп-группы «Beastie Boys».
- 2013 — Кристиан де Дюв (р.1917), бельгийский цитолог и биохимик, лауреат Нобелевской премии по физиологии или медицине (1974).
- 2014 — Татьяна Самойлова (р.1934), советская и российская актриса театра и кино, народная артистка РФ.
- 2016 — Роберт Фостер Беннетт (р.1933), американский политик, бывший сенатор от штата Юта.
- 2017
  - Геннадий Полевой (р.1927), советский и украинский художник-график, публицист.
  - Виктор Лану (р.1936), французский актёр театра, кино и телевидения.
- 2022 — Станислав Шушкевич (р.1934), советский и белорусский партийный, государственный и политический деятель, Председатель Верховного Совета Беларуси (1991—1994), подписавший Беловежские соглашения в 1991 году, которые констатировали распад СССР.

## Приметы
Проклов день (Ляльник)
Рано зацвела черёмуха — будет тёплое лето. Чем раньше она начинает цвести, тем жарче будет лето.